# Klein und Neumann KommunikationsDesign
Klein und Neumann KommunikationsDesign ist eine Werbeagentur und ein Designbüro in Iserlohn; Gründer und Betreiber sind Stefan Klein und Olaf Neumann. Zahlreiche Briefmarkenentwürfe für das Bundesministerium der Finanzen gehen auf das Büro zurück; besondere Verbreitung und Bekanntheit hat die von Klein und Neumann entworfene Dauerserie der Deutschen Post AG „Blumen“ erlangt.

## Geschichte
Stefan Klein (* 1969 in Hagen) und Olaf Neumann (* 1969 in Letmathe, heute Stadt Iserlohn) waren Kommilitonen im Studiengang Kommunikationsdesign an der Bergischen Universität Wuppertal. Vor dem Studium hatte Klein Praktika in verschiedenen Agenturen absolviert, Neumann eine Ausbildung zum Fotografen. Schon kurz nach Beginn des Studiums 1992 arbeiteten sie zusammen. 1995 gründeten sie das gemeinsame Büro in Iserlohn. Noch vor dem Studienabschluss 1998 gewannen Klein und Neumann erste Preise. Gemeinsam erstellten sie auch ihre Diplomarbeit „Corporate Design für die Abtei Königsmünster in Meschede“ bei Klaus Winterhager und Gerda Breuer.
Seit 2002 nimmt das Büro an Ausschreibungen für Briefmarkenentwürfe für die Deutsche Post teil; 2004 erschien die erste von Klein und Neumann entworfene Marke, seit 2005 Marken der Dauerserie „Blumen“, für die sie auch die Fotovorlagen erstellten.

## Tätigkeitsfelder
Neben Typografie, Fotografie und Grafikdesign gehören auch dreidimensionale Gestaltungslösungen zum Programm des Büros. 
Besondere Bekanntheit erreichten die Briefmarkenentwürfe von Klein und Neumann. Darüber hinaus gehört das gesamte Spektrum der Werbung zu ihren Tätigkeitsfeldern.

## Auszeichnungen
- 1. Platz

Die 100 besten Plakate des Jahres in Deutschland (1997)
Verband Deutscher Grafikdesigner (VDG)
- 1. Platz

Logowettbewerb 2001 „Die Marke im Markt …“
Bund Deutscher Grafikdesigner (BDG)
- 27 × 1. Platz

Wettbewerbe zur Gestaltung von Postwertzeichen 
„Für die Umwelt – Erneuerbare Energien im Aufwind“ (2003)
„150 Jahre elektrische Glühlampe – Heinrich Göbel“ (2003)
„Tag der Briefmarke – Flugboot DoX“ (2003), ausgezeichnet mit dem iF-Design-Award 2005
„Für die Jugend – Großsegler“ (2004)
„40 Jahre diplomatische Beziehungen mit Israel“ (2004)
„Für die Wohlfahrtspflege – Eisenbahnen“ (2005)
„Für den Sport – Weltmeisterschaften in Deutschland“ (2006)
„Für den Sport – Leichtathletik-WM 2009“ (2009)
„Deutschland“ (2009)
„Kulturhauptstadt Europas RUHR.2010“ (2010) 
„100. Geburtstag Konrad Zuse“ (2010)
„75 Jahre Rekordflug Elly Beinhorn“ (2010)
„175 Jahre Sächsische Dampfschifffahrt“ (2011)
„Trauermarke (2011)“, ausgezeichnet mit dem reddot design award 2012
„Fußball begeister Deutschland“ (2012)
„Für die Jugend – Historische Dampflokomotiven“ (2012)
„Göttinger Sieben“ (2012)
„Schätze aus deutschen Museen“ (seit 2013)
„Deutschlands schönste Panoramen“ (seit 2013)
„Im Einsatz für Deutschland“ (2013)
„150. Geburtstag Max Weber“ (2014)
„Weihnachten“ (2016)
„Weihnachtskugel“ (2016)
„150 Jahre Norddeutscher Bund“ (2017)
„150 Jahre Technische Universität München“ (2018)
„Europa: Brücken“ (2018)
Bundesministerium der Finanzen, Deutsche Post
- 1. Platz

Wettbewerb zur Gestaltung der Briefmarken-Dauerserie 
„Blumen“ (2004–2022) Deutsche Post
- 1. und 3. Platz

Schönstes Postwertzeichen 2005
Briefmarkenspiegel
- 1. Platz

Schönstes Postwertzeichen der Welt (2006)
Internationaler Wettbewerb, Peking
- 1. Platz

Schönstes Postwertzeichen Europas (2016)